# Geranomyia conquisita
Geranomyia conquisita är en tvåvingeart som först beskrevs av Alexander 1941.  Geranomyia conquisita ingår i släktet Geranomyia och familjen småharkrankar.
Artens utbredningsområde är Peru. Inga underarter finns listade i Catalogue of Life.